# Liste der Seen in Nordmazedonien

Topographische Karte Nordmazedoniens mit Seen (mazedonisch)

Die folgende Liste stellt größere und bekanntere Seen in Nordmazedonien in tabellarischer Form dar. Sie ist in natürliche Seen und in Stauseen unterteilt. Nordmazedonien ist ein gebirgiger Binnenstaat mit vielen Flüssen und einzelnen Seen. Zur Energiegewinnung sind mehrere Flüsse gestaut worden.

## Natürliche Seen
| Deutscher Name   | Mazedonischer Name (kyrillische Schreibweise) | Albanischer Name          | Region     | Fläche (km²) | Max. Länge (km) | Max. Breite (km) | Max. Tiefe (m) |
| ---------------- | --------------------------------------------- | ------------------------- | ---------- | ------------ | --------------- | ---------------- | -------------- |
| Ohridsee         | Охридско Езеро                                | Liqeni i Ohrit            | Südwesten  | 358          | 30,5            | 14,4             | 289            |
| Großer Prespasee | Преспанско Езеро                              | Liqeni i Prespës së Madhe | Pelagonien | 273          | 34              | 10               | 54             |
| Dojransee        | Дојранско Езеро                               | –                         | Südosten   | 43,1         | 8,9             | 7,1              | 10             |

## Stauseen
| Deutscher Name | Mazedonischer Name (kyrillische Schreibweise) | Albanischer Name     | Fluss          | Region(en)          | Fläche (km²) | Max. Länge (km) | Max. Breite (km) | Entstehungszeit |
| -------------- | --------------------------------------------- | -------------------- | -------------- | ------------------- | ------------ | --------------- | ---------------- | --------------- |
| Tikvešsee      | Тиквешко Еэеро                                | –                    | Crna Reka      | Vardar              | 14           | 23              | 0,85             | 1968            |
| Mavrovosee     | Мавровско Езеро                               | Liqeni i Mavrovës    | Mavrovska Reka | Polog               | 13,7         | 10              | 3                | 1947            |
| Kozjaksee      | Езеро Козјак                                  | Liqeni i Kozjakut    | Treska         | Südwesten und Polog | 13,5         | 32              | 0,4              | 1994–2004       |
| Debarsee       | Дебарско Езеро                                | Liqeni i Dibrës      | Schwarzer Drin | Südwesten           | 13,2         | 19              | 2,2              | 1966–1968       |
| Streževosee    | Стрежевско Езеро                              | –                    | Crna Reka      | Pelagonien          | 7,65         | 6,5             | 1                | 1982            |
| Kalimancisee   | Калиманско Еэеро                              | –                    | Bregalnica     | Osten               | 4,23         | 14              | 0,3              | 1969            |
| Globočicasee   | Глобочичко Езеро                              | Liqeni i Glloboçicës | Schwarzer Drin | Südwesten           | 2,69         | 12              | 0,4              | 1965            |
| Matkasee       | Езеро Матка                                   | Liqeni i Matkës      | Treska         | Skopje              | 0,25         | 7               | 0,12             | 1937            |